# Larissa Pimenta
Larissa Cincinato Pimenta, född 1 mars 1999, är en brasiliansk judoutövare.

## Karriär
Vid olympiska sommarspelen 2024 i Paris tog Pimenta brons i 52 kg-klassen efter att ha besegrat italienska Odette Giuffrida i bronsmatchen. Hon var även en del av Brasiliens lag som vann brons i mixedlag.